# Felipe Van de Wyngard
Felipe Van de Wyngard (Santiago de Chile, 11 de maio de 1981) é um triatleta profissional chileno.
Felipe Van de Wyngard representou seu país nas Olimpíadas de 2012, ficando em 50º.